# Saison 1967-1968 de la Juventus FC
Maillots
Chronologie
Saison précédente Saison suivante
La saison 1967-1968 de la Juventus Football Club est la soixante-cinquième de l'histoire du club, créé soixante-et-onze ans plus tôt en 1897.
L'équipe turinoise prend part ici lors de cette saison à la 66e édition du championnat d'Italie (37e de Serie A), à la 20e édition de la Coupe d'Italie (en italien Coppa Italia), ainsi qu'à la 13e édition de la Coupe des clubs champions européens.

## Historique
La Juventus du président Vittore Catella et de l'entraîneur Heriberto Herrera doit au cours de cette saison défendre son titre de champion acquis la saison précédente.
Quelques joueurs viennent s'ajouter cette saison à l'effectif déjà huilé du movimiento d'Herrera. Un jeune défenseur est lancé hors du centre de formation, Gianluigi Roveta. On note ensuite également quelques arrivées au milieu comme le jeune Franco Causio, Guido Onor, Luigi Simoni ou encore Carlo Volpi, l'attaque étant elle renforcée par l'arrivée du suédois Roger Magnusson.

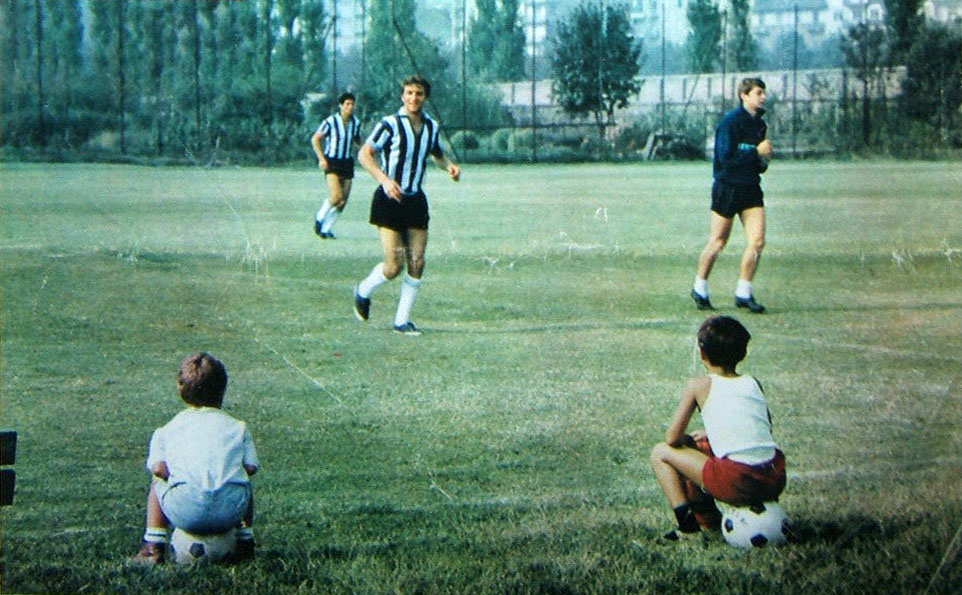
Les juventini dans la formation au Campo Combi dans la seconde moitié de 1967

C'est cette année la Coppa Italia que les piémontais doivent jouer en premier, avec un premier match comptant pour le premier tour éliminatoire. Le dimanche 10 septembre 1967, ils se retrouvent opposés à Varèse. Après un score vierge, ce sont finalement ces derniers qui furent déclarés vainqueurs par tirage au sort, la Juve étant éliminée pour la première fois de son histoire à ce stade de la compétition, au bout d'un match seulement.
Après 6 années d'absence, les juventini retrouvent enfin la C1 et disputent toujours au mois de septembre la Coupe des clubs champions européens 1967-1968, se retrouvant opposés pour leur première rencontre des 16e-de-finale aux grecs de l'Olympiakos. Après un score vierge à l'aller, les Athéniens sont finalement battus par 2 buts à rien (buts de Zigoni et Menichelli). Au tour suivant, la Juve retrouve l'équipe roumaine du Rapid Bucarest, et, après s'être imposés sur le plus petit des scores grâce à Magnusson à l'aller, franchit l'étape roumaine à la suite du match sans buts du retour au Stadionul Giuleşti. Le 31 janvier 1968, la Vieille Dame subit son premier revers de la compétition, battue 3 buts à 2 contre les Allemands de l'Eintracht Brunswick (but de Kaack contre son camp pour la Juve), mais parvient à s'en débarrasser par deux fois 1-0 lors du match retour et du match de barrage (buts de Bercellino sur penalty et de Magnusson). Qualifiés pour la première fois pour le dernier carré, le club de Turin est confronté à un gros morceau, le Benfica, déjà deux fois vainqueur de l'espoir. Moins expérimentés que ces derniers, ils sont d'abord battus à l'aller par les portugais 2 à 0 à l'Estádio da Luz, ne parvenant pas à redresser la barre au retour (1-0). N'étant jamais allés aussi loin dans la compétition, les italiens se retrouvent donc aux portes de la finale.

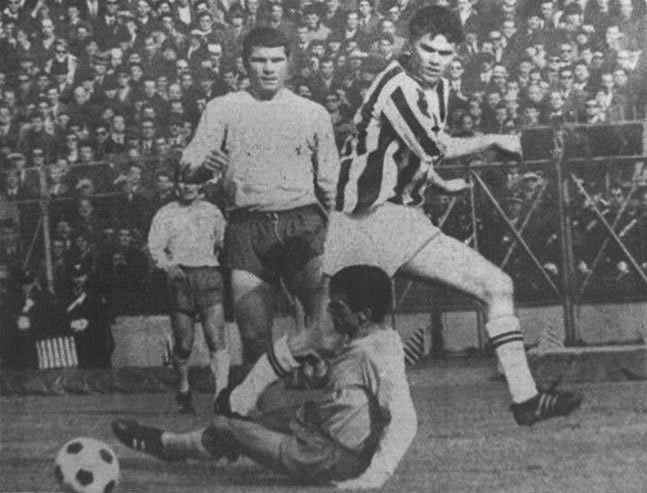
Le nouvel achat et météore bianconera, l'attaquant suédois Roger Magnusson (droit), a commis la défense de l'Eintracht Brunswick dans le match retour du quarts-de-finale de la Coupe des clubs champions au stade communal de Turin (1-0), 28 février 1968.

En septembre, la Juventus FC a également rendez-vous avec la Série A pour défendre son titre.
La première journée est conclue par un succès à domicile 3-1 contre Mantoue (buts de Spelta contre son camp, De Paoli et Menichelli), et, après un match sans but contre Atalanta, s'impose par 3 buts à zéro le 8 octobre contre Varèse. Deux semaines après, la Juve se fait humilier par son frère rival du Torino lors du Derby della Mole, par un score sans appel 4-0 (n'ayant plus perdue aussi lourdement face au Toro depuis la saison 1944). Deux journées plus tard, la Madama enregistre sa première série de deux revers consécutifs, avant à nouveau lors de la 10e journée (2-0 contre le Lanerossi Vicence grâce à Chinesinho et Menichelli).
Le 31 décembre a lieu au Stadio Comunale l'un des matchs les plus attendus de l'année, la rencontre contre l'ennemi de l'Inter, que la Vecchia Signora bat finalement 3-2 (réalisations de Leoncini, De Paoli et de Bercellino). Ce fut à partir de cette date que l'expression de Derby d'Italia (en français Derby d'Italie), inventée par le journaliste sportif italien Gianni Brera, commença à être employée par les tifosi et les médias italiens pour désigner l'intense rencontre entre les deux ennemis piémontais et lombards,.
Trois journées plus tard, pour le premier match des phases retour, les zèbres ne purent faire mieux qu'un nul 0-0 contre Mantoue, avant de s'incliner ensuite très lourdement 5 à 0 contre Varese le 4 février (le club n'ayant plus subit une défaite avec au moins 5 buts d'écart depuis la saison 1958-59), premier match d'une série de 5 rencontres sans victoires. Le 10 mars, les bianconeri s'imposent enfin à nouveau 2 buts à 0 grâce à un doublé de Cagliari contre Menichelli. La 25e journée ouvre enfin une série de trois succès d'affilée, mais sans grands espoirs de remporter le scudetto, trop loin du Milan. Mais l'écart entre eux et les lombards les ayant trop distancés n'empêche pourtant pas l'équipe juventina de terminer les 3 derniers matchs de sa saison avec un bilan de 2 succès et d'un nul.

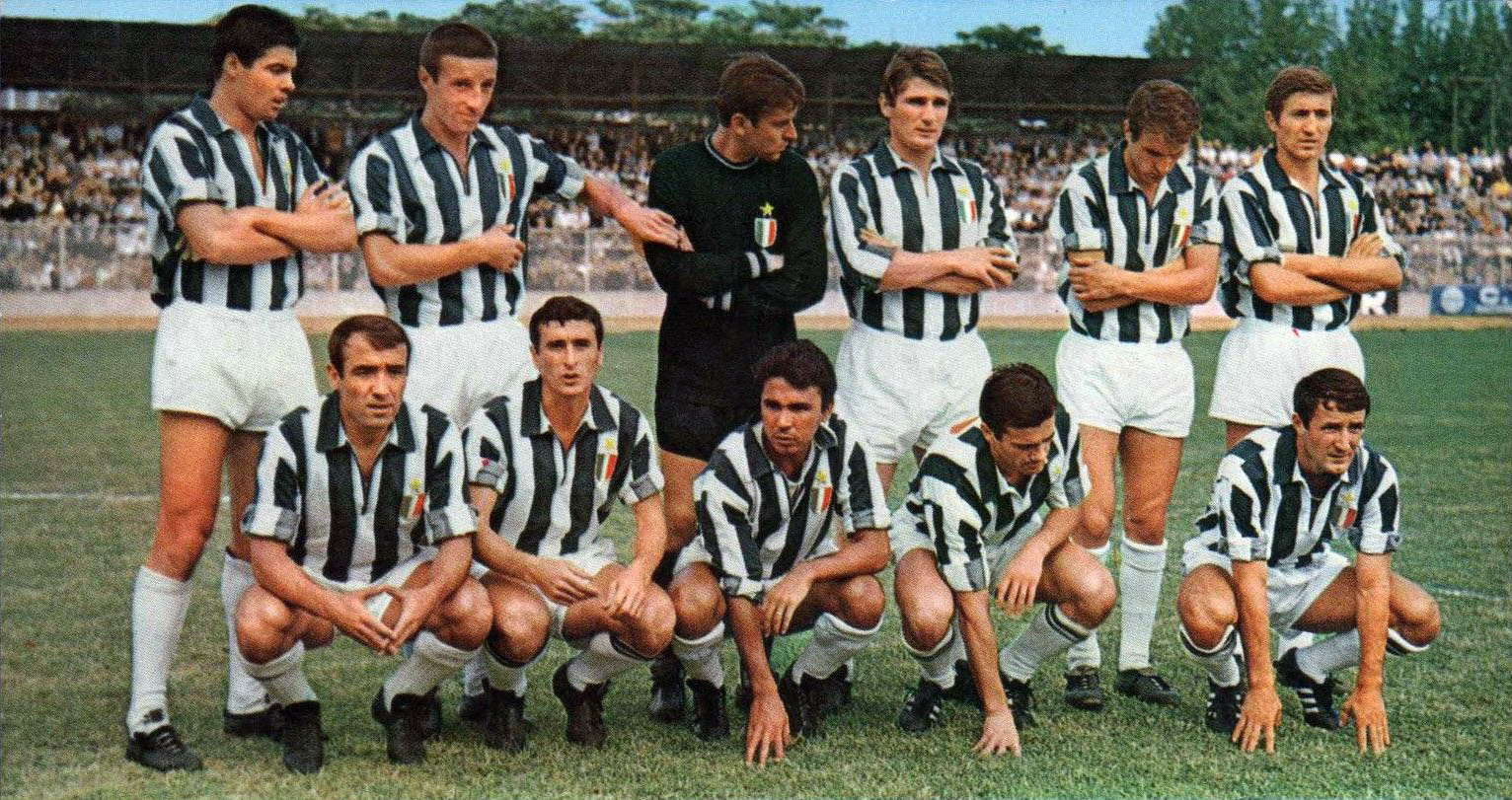
Les Turinois au 3e rang en Serie A, demi-finalistes de la Coupe des clubs champions et éliminé au premier tour de la Coupe d'Italie.

Les juventini terminent donc leur saison avec un total de 36 points, remportés grâce à leurs 13 victoires, 10 matchs nuls et 7 défaites, la Juventus finissant à la 3e place sur le podium, laissant son scudetto à l'AC Milan.
N'ayant plus disputés la Coupe des Alpes depuis 2 ans, les piémontais retrouvent la compétition se jouant conjointement en Suisse et en Allemagne. Sans grande efficacité offensive, la Juve perd ses 4 premiers matchs contre Cagliari, Schalke 04, l'Eintracht Francfort et le BSC Young Boys (respectivement 1-0, 3-1, 2-1 puis 3-1) malgré 3 buts bianconeri de Leoncini, De Paoli et Zigoni (sur penalty), mais sauve son honneur en écrasant 5-2 les suisses-allemands du FC Lucerne chez eux au Stade de l'Allmend (avec des réalisations de Sacco, Zigoni (penalty), Menichelli, Gori et Favalli). Le club italien termine donc la compétition à la 5e place sur 6 au classement.
En juin, 3 joueurs bianconeri participent à l'Euro 1968 avec la sélection italienne (qui participe pour la première fois à la compétition), les défenseurs Giancarlo Bercellino, Ernesto Càstano, et Sandro Salvadore. La Squadra Azzurra remporte pour la première fois le trophée et les 3 joueurs deviennent les premiers italiens à remporter le Championnat d'Europe de football (appelé à l'époque Coupe d'Europe des nations) sous les couleurs de la Juve.
Bien qu'en manque d'un véritable buteur (le meilleur buteur de l'équipe étant Gianfranco Zigoni avec seulement 10 buts), la Juventus Football Club a montré cette année, en plus d'une place sur le podium, qu'elle pouvait enfin faire quelque chose en Europe.

## Déroulement de la saison

### Résultats en championnat
- Phase aller

| dimanche 24 septembre 1967 1re journée | Juventus                                         | 3 - 1 | Mantoue            | Stadio Comunale, Turin 15h00 Arbitre : Bernardis |
| dimanche 24 septembre 1967 1re journée | Spelta 13e (csc) · De Paoli 78e · Menichelli 81e |       | 56e (pen.) Corelli | Stadio Comunale, Turin 15h00 Arbitre : Bernardis |

| dimanche 1er octobre 1967 2e journée | Atalanta | 0 - 0 | Juventus | Stadio Atleti Azzurri d'Italia, Bergame 15h00 Arbitre : Sbardella |
| dimanche 1er octobre 1967 2e journée |          |       |          | Stadio Atleti Azzurri d'Italia, Bergame 15h00 Arbitre : Sbardella |

| dimanche 8 octobre 1967 3e journée | Juventus                             | 3 - 0 | Varese | Stadio Comunale, Turin 15h00 Arbitre : Di Tonno |
| dimanche 8 octobre 1967 3e journée | Sacco 8e · Zigoni 19e · Leoncini 71e |       |        | Stadio Comunale, Turin 15h00 Arbitre : Di Tonno |

| dimanche 15 octobre 1967 4e journée | Bologne | 0 - 0 | Juventus | Stadio Comunale, Bologne 15h00 Arbitre : Lo Bello |
| dimanche 15 octobre 1967 4e journée |         |       |          | Stadio Comunale, Bologne 15h00 Arbitre : Lo Bello |

| dimanche 22 octobre 1967 5e journée | Juventus | 0 - 4                          | Torino | Stadio Comunale, Turin 14h30 56 204 spectateurs Arbitre : Francescon |
| dimanche 22 octobre 1967 5e journée |          | 3e 7e 60e Combín · 67e Carelli |        | Stadio Comunale, Turin 14h30 56 204 spectateurs Arbitre : Francescon |

| dimanche 29 octobre 1967 6e journée | Milan | 0 - 0 | Juventus | Stadio San Siro, Milan 14h30 Arbitre : Lo Bello |
| dimanche 29 octobre 1967 6e journée |       |       |          | Stadio San Siro, Milan 14h30 Arbitre : Lo Bello |

| dimanche 5 novembre 1967 7e journée | Juventus | 0 - 1       | Roma | Stadio Comunale, Turin 14h30 Arbitre : Carminati |
| dimanche 5 novembre 1967 7e journée |          | 76e Capello |      | Stadio Comunale, Turin 14h30 Arbitre : Carminati |

| dimanche 12 novembre 1967 8e journée | Cagliari                | 2 - 0 | Juventus | Stadio Amsicora, Cagliari 14h30 Arbitre : Monti |
| dimanche 12 novembre 1967 8e journée | Greatti 43e · Rizzo 71e |       |          | Stadio Amsicora, Cagliari 14h30 Arbitre : Monti |

| dimanche 26 novembre 1967 9e journée | Juventus                           | 2 - 2 | Fiorentina                         | Stadio Comunale, Turin 14h30 Arbitre : Sbardella |
| dimanche 26 novembre 1967 9e journée | Zigoni 38e · Bercellino 81e (pen.) |       | 60e (csc) Salvadore · 71e Pirovano | Stadio Comunale, Turin 14h30 Arbitre : Sbardella |

| dimanche 3 décembre 1967 10e journée | Lanerossi Vicence | 0 - 2                           | Juventus | Stadio Romeo Menti, Vicence 14h30 Arbitre : Genel |
| dimanche 3 décembre 1967 10e journée |                   | 29e Chinesinho · 76e Menichelli |          | Stadio Romeo Menti, Vicence 14h30 Arbitre : Genel |

| samedi 9 décembre 1967 11e journée | Juventus           | 1 - 1 | Naples       | Stadio Comunale, Turin 14h30 Arbitre : Francescon |
| samedi 9 décembre 1967 11e journée | Pogliana 39e (csc) |       | 78e Altafini | Stadio Comunale, Turin 14h30 Arbitre : Francescon |

| dimanche 17 décembre 1967 12e journée | Brescia | 0 - 1        | Juventus | Stadio Mario Rigamonti, Brescia 14h30 Arbitre : Picasso |
| dimanche 17 décembre 1967 12e journée |         | 29e De Paoli |          | Stadio Mario Rigamonti, Brescia 14h30 Arbitre : Picasso |

| dimanche 31 décembre 1967 13e journée | Juventus                                            | 3 - 2 | Inter                           | Stadio Comunale, Turin 14h30 Arbitre : Monti |
| dimanche 31 décembre 1967 13e journée | Leoncini 14e · De Paoli 60e · Bercellino 75e (pen.) |       | 17e Domenghini · 89e Cappellini | Stadio Comunale, Turin 14h30 Arbitre : Monti |

| dimanche 7 janvier 1968 14e journée | Sampdoria   | 1 - 1 | Juventus   | Stade Luigi-Ferraris, Gênes 14h30 Arbitre : Carminati |
| dimanche 7 janvier 1968 14e journée | Cristin 48e |       | 35e Zigoni | Stade Luigi-Ferraris, Gênes 14h30 Arbitre : Carminati |

| dimanche 14 janvier 1968 15e journée | Juventus                    | 2 - 0 | SPAL | Stadio Comunale, Turin 14h30 Arbitre : D'Agostini |
| dimanche 14 janvier 1968 15e journée | Leoncini 36e · De Paoli 64e |       |      | Stadio Comunale, Turin 14h30 Arbitre : D'Agostini |

- Phase retour

| dimanche 21 janvier 1968 16e journée | Mantoue | 0 - 0 | Juventus | Stadio Danilo Martelli, Mantoue 14h30 Arbitre : Pieroni |
| dimanche 21 janvier 1968 16e journée |         |       |          | Stadio Danilo Martelli, Mantoue 14h30 Arbitre : Pieroni |

| samedi 27 janvier 1968 17e journée | Juventus                      | 2 - 1 | Atalanta   | Stadio Comunale, Turin 14h30 Arbitre : Branzoni |
| samedi 27 janvier 1968 17e journée | De Paoli 27e · Chinesinho 73e |       | 41e Danova | Stadio Comunale, Turin 14h30 Arbitre : Branzoni |

| dimanche 4 février 1968 18e journée | Varese                                            | 5 - 0 | Juventus | Stadio Franco Ossola, Varèse 15h00 Arbitre : Sbardella |
| dimanche 4 février 1968 18e journée | Anastasi 20e 64e 87e · Leonardi 29e · Vastola 55e |       |          | Stadio Franco Ossola, Varèse 15h00 Arbitre : Sbardella |

| dimanche 11 février 1968 19e journée | Juventus | 0 - 0 | Bologne | Stadio Comunale, Turin 15h00 Arbitre : Pieroni |
| dimanche 11 février 1968 19e journée |          |       |         | Stadio Comunale, Turin 15h00 Arbitre : Pieroni |

| dimanche 18 février 1968 20e journée | Torino                    | 2 - 1 | Juventus     | Stadio Comunale, Turin 15h00 55 270 spectateurs Arbitre : Genel |
| dimanche 18 février 1968 20e journée | Facchin 33e · Agroppi 37e |       | 13e De Paoli | Stadio Comunale, Turin 15h00 55 270 spectateurs Arbitre : Genel |

| samedi 24 février 1968 21e journée | Juventus   | 1 - 2 | Milan                  | Stadio Comunale, Turin 15h00 Arbitre : Francescon |
| samedi 24 février 1968 21e journée | Zigoni 22e |       | 14e Prati · 48e Hamrin | Stadio Comunale, Turin 15h00 Arbitre : Francescon |

| dimanche 3 mars 1968 22e journée | Roma | 0 - 0 | Juventus | Stadio Olimpico, Rome 15h00 Arbitre : Lo Bello |
| dimanche 3 mars 1968 22e journée |      |       |          | Stadio Olimpico, Rome 15h00 Arbitre : Lo Bello |

| dimanche 10 mars 1968 23e journée | Juventus           | 2 - 0 | Cagliari | Stadio Comunale, Turin 15h00 Arbitre : De Marchi |
| dimanche 10 mars 1968 23e journée | Menichelli 19e 69e |       |          | Stadio Comunale, Turin 15h00 Arbitre : De Marchi |

| dimanche 17 mars 1968 24e journée | Fiorentina                  | 2 - 0 | Juventus | Stadio Comunale, Florence 15h00 Arbitre : Toselli |
| dimanche 17 mars 1968 24e journée | Maraschi 33e · Brugnera 90e |       |          | Stadio Comunale, Florence 15h00 Arbitre : Toselli |

| dimanche 24 mars 1968 25e journée | Juventus     | 1 - 0 | Lanerossi Vicence | Stadio Comunale, Turin 15h00 Arbitre : Pieroni |
| dimanche 24 mars 1968 25e journée | De Paoli 39e |       |                   | Stadio Comunale, Turin 15h00 Arbitre : Pieroni |

| dimanche 31 mars 1968 26e journée | Naples      | 1 - 2 | Juventus                      | Stadio San Paolo, Naples 15h30 Arbitre : Vacchini |
| dimanche 31 mars 1968 26e journée | Juliano 84e |       | 48e De Paoli · 70e Chinesinho | Stadio San Paolo, Naples 15h30 Arbitre : Vacchini |

| dimanche 14 avril 1968 27e journée | Juventus                 | 2 - 1 | Brescia         | Stadio Comunale, Turin 15h30 Arbitre : Di Tonno |
| dimanche 14 avril 1968 27e journée | Zigoni 38e · Del Sol 76e |       | 21e (csc) Sacco | Stadio Comunale, Turin 15h30 Arbitre : Di Tonno |

| dimanche 28 avril 1968 28e journée | Inter | 0 - 0 | Juventus | Stadio San Siro, Milan 16h00 Arbitre : Pieroni |
| dimanche 28 avril 1968 28e journée |       |       |          | Stadio San Siro, Milan 16h00 Arbitre : Pieroni |

| dimanche 5 mai 1968 29e journée | Juventus                                         | 3 - 1 | Sampdoria       | Stadio Comunale, Turin 16h00 Arbitre : Vacchini |
| dimanche 5 mai 1968 29e journée | Vincenzi 56e (csc) · Zigoni 67e · Menichelli 76e |       | 21e Francesconi | Stadio Comunale, Turin 16h00 Arbitre : Vacchini |

| dimanche 13 mai 1968 30e journée | SPAL | 0 - 1     | Juventus | Stadio Comunale, Ferrare 16h00 Arbitre : Angonese |
| dimanche 13 mai 1968 30e journée |      | 9e Zigoni |          | Stadio Comunale, Ferrare 16h00 Arbitre : Angonese |

#### Classement
|  |    | Classement final 1967-1968 | Pts | MJ | V  | N  | D | BP | BC | Dif |
|  | -- | -------------------------- | --- | -- | -- | -- | - | -- | -- | --- |
|  | 1. | Milan                      | 46  | 30 | 18 | 10 | 2 | 53 | 24 | +29 |
|  | 2. | Naples                     | 37  | 30 | 13 | 11 | 6 | 34 | 24 | +10 |
|  | 3. | Juventus                   | 36  | 30 | 13 | 10 | 7 | 33 | 29 | +4  |

### Résultats en coupe
- 1er tour éliminatoire

| dimanche 10 septembre 1967 | Juventus | 0 - 0 (a.p.) | Varese | Stadio Comunale, Turin 17h30 Arbitre : Picasso |
| dimanche 10 septembre 1967 |          |              |        | Stadio Comunale, Turin 17h30 Arbitre : Picasso |

### Résultats en coupe des clubs champions
- 16e-de-finale

| mercredi 20 septembre 1967 Match aller | Olympiakos | 0 - 0 | Juventus | Stade Karaïskaki, Athènes 16h15 35 702 spectateurs Arbitre : Horvath |
| mercredi 20 septembre 1967 Match aller |            |       |          | Stade Karaïskaki, Athènes 16h15 35 702 spectateurs Arbitre : Horvath |

| mercredi 11 octobre 1967 Match retour | Juventus                    | 2 - 0 | Olympiakos | Stadio Comunale, Turin 15h00 31 878 spectateurs Arbitre : Droz |
| mercredi 11 octobre 1967 Match retour | Zigoni 12e · Menichelli 49e |       |            | Stadio Comunale, Turin 15h00 31 878 spectateurs Arbitre : Droz |

- 8e-de-finale

| mercredi 29 novembre 1967 Match aller | Juventus      | 1 - 0 | Rapid Bucarest | Stadio Comunale, Turin 15h00 19 452 spectateurs Arbitre : Emsberger |
| mercredi 29 novembre 1967 Match aller | Magnusson 57e |       |                | Stadio Comunale, Turin 15h00 19 452 spectateurs Arbitre : Emsberger |

| mercredi 13 décembre 1967 Match retour | Rapid Bucarest | 0 - 0 | Juventus | Stadionul Giuleşti, Bucarest 13h30 5500 spectateurs Arbitre : Riegg |
| mercredi 13 décembre 1967 Match retour |                |       |          | Stadionul Giuleşti, Bucarest 13h30 5500 spectateurs Arbitre : Riegg |

- Quarts-de-finale

| mercredi 31 janvier 1968 Match aller | Eintracht Brunswick             | 3 - 2 | Juventus        | Stadion an der Hamburger Straße, Brunswick 20h00 29 963 spectateurs Arbitre : Droz |
| mercredi 31 janvier 1968 Match aller | Kaack 28e · Dulz 37e · Berg 38e |       | 12e (csc) Kaack | Stadion an der Hamburger Straße, Brunswick 20h00 29 963 spectateurs Arbitre : Droz |

| mercredi 28 février 1968 Match retour | Juventus              | 1 - 0 | Eintracht Brunswick | Stadio Comunale, Turin 15h00 37 918 spectateurs Arbitre : Schiller |
| mercredi 28 février 1968 Match retour | Bercellino 88e (pen.) |       |                     | Stadio Comunale, Turin 15h00 37 918 spectateurs Arbitre : Schiller |

| mercredi 20 mars 1968 Match de barrage | Juventus      | 1 - 0 | Eintracht Brunswick | Stade du Wankdorf, Berne 20h15 44 700 spectateurs Arbitre : Dienst |
| mercredi 20 mars 1968 Match de barrage | Magnusson 57e |       |                     | Stade du Wankdorf, Berne 20h15 44 700 spectateurs Arbitre : Dienst |

- Demi-finale

| jeudi 9 mai 1968 Match aller | Benfica                  | 2 - 0 | Juventus | Estádio da Luz, Lisbonne 21h45 37 918 spectateurs Arbitre : Barde |
| jeudi 9 mai 1968 Match aller | Torres 63e · Eusébio 69e |       |          | Estádio da Luz, Lisbonne 21h45 37 918 spectateurs Arbitre : Barde |

| mercredi 15 mai 1968 Match retour | Juventus | 0 - 1       | Benfica | Stadio Comunale, Turin 21h15 62 570 spectateurs Arbitre : Glöckner |
| mercredi 15 mai 1968 Match retour |          | 69e Eusébio |         | Stadio Comunale, Turin 21h15 62 570 spectateurs Arbitre : Glöckner |

### Résultats en coupe des Alpes
- Phases de poule

| samedi 15 juin 1968 1re journée | Juventus | 0 - 1    | Cagliari | Stade Saint-Jacques, Bâle Arbitre : Bucheli |
| samedi 15 juin 1968 1re journée |          | 43e Cera |          | Stade Saint-Jacques, Bâle Arbitre : Bucheli |

| mardi 18 juin 1968 2e journée | Schalke 04                                  | 3 - 1 | Juventus     | Glückauf-Kampfbahn, Gelsenkirchen 19h30 Arbitre : Heymann |
| mardi 18 juin 1968 2e journée | Pohlschmidt 16e · Wittkamp 30e · Becher 88e |       | 71e Leoncini | Glückauf-Kampfbahn, Gelsenkirchen 19h30 Arbitre : Heymann |

| dimanche 23 juin 1968 3e journée | Eintracht Francfort | 2 - 1 | Juventus     | Waldstadion, Francfort Arbitre : Schneuwly |
| dimanche 23 juin 1968 3e journée | Blusch 51e 61e      |       | 49e De Paoli | Waldstadion, Francfort Arbitre : Schneuwly |

| mardi 25 juin 1968 4e journée | BSC Young Boys                    | 3 - 1 | Juventus          | Stade du Wankdorf, Berne 20h15 Arbitre : Kreitlein |
| mardi 25 juin 1968 4e journée | Allemann 28e · Guggisberg 34e 70e |       | 90e (pen.) Zigoni | Stade du Wankdorf, Berne 20h15 Arbitre : Kreitlein |

| samedi 29 juin 1968 5e journée | Lucerne                            | 2 - 5 | Juventus                                                                | Stade de l'Allmend, Lucerne 17h15 Arbitre : Siebert |
| samedi 29 juin 1968 5e journée | Richter 32e · Trivellin 86e (pen.) |       | 31e Sacco · 64e (pen.) Zigoni · 71e Menichelli · 80e Gori · 84e Favalli | Stade de l'Allmend, Lucerne 17h15 Arbitre : Siebert |

#### Classement
|  |    | Matchs de poule - groupe B | Pts | MJ | V | N | D | BP | BC | Dif |
|  | -- | -------------------------- | --- | -- | - | - | - | -- | -- | --- |
|  | 1. | Schalke 04                 | 8   | 5  | 3 | 2 | 0 | 13 | 4  | +9  |
|  | 2. | Cagliari                   | 8   | 5  | 3 | 2 | 0 | 12 | 7  | +5  |
|  | 3. | Eintracht Francfort        | 7   | 5  | 2 | 3 | 0 | 16 | 10 | +6  |
|  | 4. | BSC Young Boys             | 5   | 5  | 2 | 1 | 2 | 10 | 11 | -1  |
|  | 5. | Juventus                   | 2   | 5  | 1 | 0 | 4 | 6  | 11 | -11 |

### Matchs amicaux
| dimanche 20 août 1967 | Biellese | 0 - 4            | Juventus |  |
| dimanche 20 août 1967 |          | Buteurs inconnus |          |  |

| dimanche 27 août 1967 | Novare | 0 - 1          | Juventus |  |
| dimanche 27 août 1967 |        | Buteur inconnu |          |  |

| mercredi 30 août 1967 | Juventus       | 1 - 2 | Eintracht Braunschweig |  |
| mercredi 30 août 1967 | Buteur inconnu |       | Buteurs inconnus       |  |

| dimanche 3 septembre 1967 | Brescia | 0 - 4            | Juventus |  |
| dimanche 3 septembre 1967 |         | Buteurs inconnus |          |  |

| mercredi 13 septembre 1967 | Canelli | 0 - 6            | Juventus |  |
| mercredi 13 septembre 1967 |         | Buteurs inconnus |          |  |

| jeudi 16 novembre 1967 | Biellese       | 1 - 3 | Juventus         |  |
| jeudi 16 novembre 1967 | Buteur inconnu |       | Buteurs inconnus |  |

| mercredi 22 novembre 1967 | Castor         | 1 - 5 | Juventus         |  |
| mercredi 22 novembre 1967 | Buteur inconnu |       | Buteurs inconnus |  |

| mercredi 6 décembre 1967 | Pinerolo       | 1 - 8 | Juventus         |  |
| mercredi 6 décembre 1967 | Buteur inconnu |       | Buteurs inconnus |  |

| lundi 22 janvier 1968 | Juventus       | 1 - 1 | Lecco          |  |
| lundi 22 janvier 1968 | Buteur inconnu |       | Buteur inconnu |  |

| jeudi 8 février 1968 | Juventus         | 2 - 0 6 - 1 | Castor Pinerolo |  |
| jeudi 8 février 1968 | Buteurs inconnus |             | Buteur inconnu  |  |

| jeudi 15 février 1968 | Biellese       | 1 - 2 | Juventus         |  |
| jeudi 15 février 1968 | Buteur inconnu |       | Buteurs inconnus |  |

| jeudi 21 février 1968 | Juventus         | 4 - 0 | Pro Vercelli |  |
| jeudi 21 février 1968 | Buteurs inconnus |       |              |  |

| jeudi 4 avril 1968 | Verbania | 0 - 7            | Juventus |  |
| jeudi 4 avril 1968 |          | Buteurs inconnus |          |  |

| jeudi 11 avril 1968 | Savone | 0 - 1          | Juventus |  |
| jeudi 11 avril 1968 |        | Buteur inconnu |          |  |

| vendredi 19 avril 1968 | OGC Nice       | 1 - 1 | Juventus       |  |
| vendredi 19 avril 1968 | Buteur inconnu |       | Buteur inconnu |  |

| mardi 28 mai 1968 | Aoste | 0 - 5            | Juventus |  |
| mardi 28 mai 1968 |       | Buteurs inconnus |          |  |

| dimanche 2 juin 1968 | Pro Vercelli | 0 - 5            | Juventus |  |
| dimanche 2 juin 1968 |              | Buteurs inconnus |          |  |

| dimanche 9 juin 1968 | Fiorentina       | 2 - 0 | Juventus |  |
| dimanche 9 juin 1968 | Buteurs inconnus |       |          |  |

| jeudi 13 juin 1968 | Piemonte | 0 - 6            | Juventus |  |
| jeudi 13 juin 1968 |          | Buteurs inconnus |          |  |

## Effectif du club
Effectif des joueurs de la Juventus Football Club lors de la saison 1967-1968.

## Buteurs
Voici ici les buteurs de la Juventus Football Club toutes compétitions confondues.
| 10 buts - Gianfranco Zigoni 9 buts - Virginio De Paoli 7 buts - Giampaolo Menichelli 4 buts - Gianfranco Leoncini 3 buts - Giancarlo Bercellino - Chinesinho - Giovanni Sacco | 2 buts - Roger Magnusson 1 but - Luis del Sol - Erminio Favalli - Adolfo Gori |